# KIAA1012
KIAA1012‏ (Trafficking protein particle complex 8) هوَ بروتين يُشَفر بواسطة جين KIAA1012 في الإنسان.